# Sarmentypnum
Sarmentypnum ist eine Gattung von Laubmoosen in der Ordnung Hypnales.

## Merkmale
Die Moose wachsen an nassen Standorten in Mooren oder Sümpfen, teilweise auch im Wasser flutend. Es sind mehr oder weniger kräftige Pflanzen mit geraden oder sichelförmig gebogenen und oft lang zugespitzten Blättern. Die Blattzellen sind linealisch, die Blattflügelzellen quadratisch bis länglich rechteckig und aufgeblasen.
Die Arten sind diözisch.

## Systematik
Nach Frey/Fischer/Stech enthält die Gattung 7 diözische Arten. Die Abtrennung dieser Arten aus der Gattung Warnstorfia in die Gattung Sarmentypnum wird durch Molekulardaten und unterschiedliche Lebensraumpräferenzen unterstützt, wird jedoch derzeit von verschiedenen Florenwerken kaum mitvollzogen, sodass diese Arten zumeist in Verbindung mit dem Gattungsnamen Warnstorfia genannt werden.
Von den sieben Sarmentypnum-Arten kommen in Deutschland, Österreich und der Schweiz vor:
- Sarmentypnum exannulatum (Warnstorfia exannulata)
- Sarmentypnum sarmentosum (Warnstorfia sarmentosa)
- Sarmentypnum trichophyllum (Warnstorfia trichophylla)